# サンティアゴ・ルシニョール

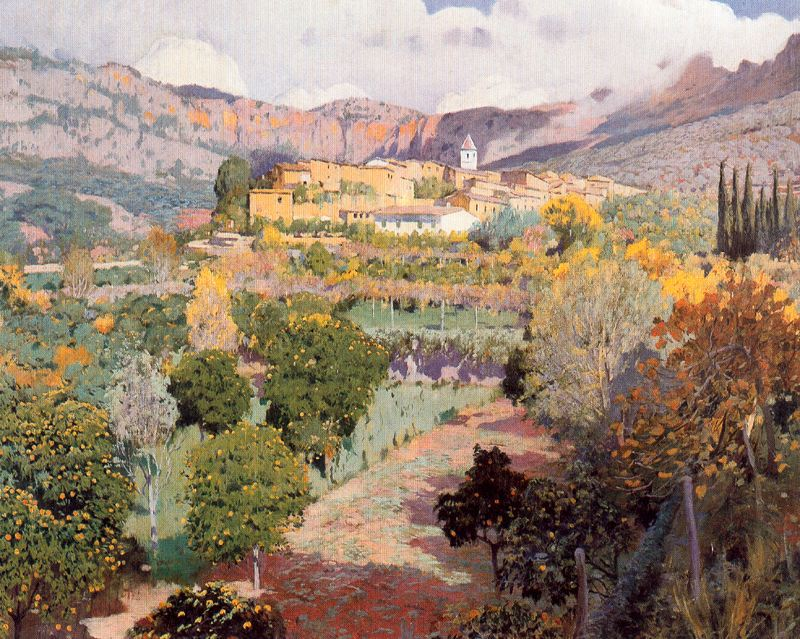
オレンジの木々の谷

サンティアゴ・ルシニョール（スペイン語: Santiago Rusiñol i Prats, 1861年2月25日 - 1931年6月13日）は、スペイン・バルセロナ出身の画家、劇作家。 カタルーニャ地方のポスト印象派画家であり、ムダルニズマ（カタルーニャ文芸復興運動）において重要な役割を担った人物である。ピカソにも影響を与えたと言われている。

## 略歴
1861年にバルセロナで織物業を手がける家庭に生まれる。バルセロナでオリエンタリズムの画家、トマス・モラガス (Tomás Moragas) に絵画を学び、1879年にバルセロナのグループ展に出展した。1889年にパリに渡り、モンマルトルで芸術活動を行う。
スペインに帰国後は、シッチェスに移り住み、ギャラリー兼アトリエを構えた。当時カタルーニャの芸術家のサロン的存在となっていたバルセロナのカフェ「四匹の猫」にも足しげく通っていた。そこではラモン・カザスや、まだ若いパブロ・ピカソやその他の芸術家と交流を持った。
1931年にアランフエスの庭園で絵画の作成中に没している。

## 作品

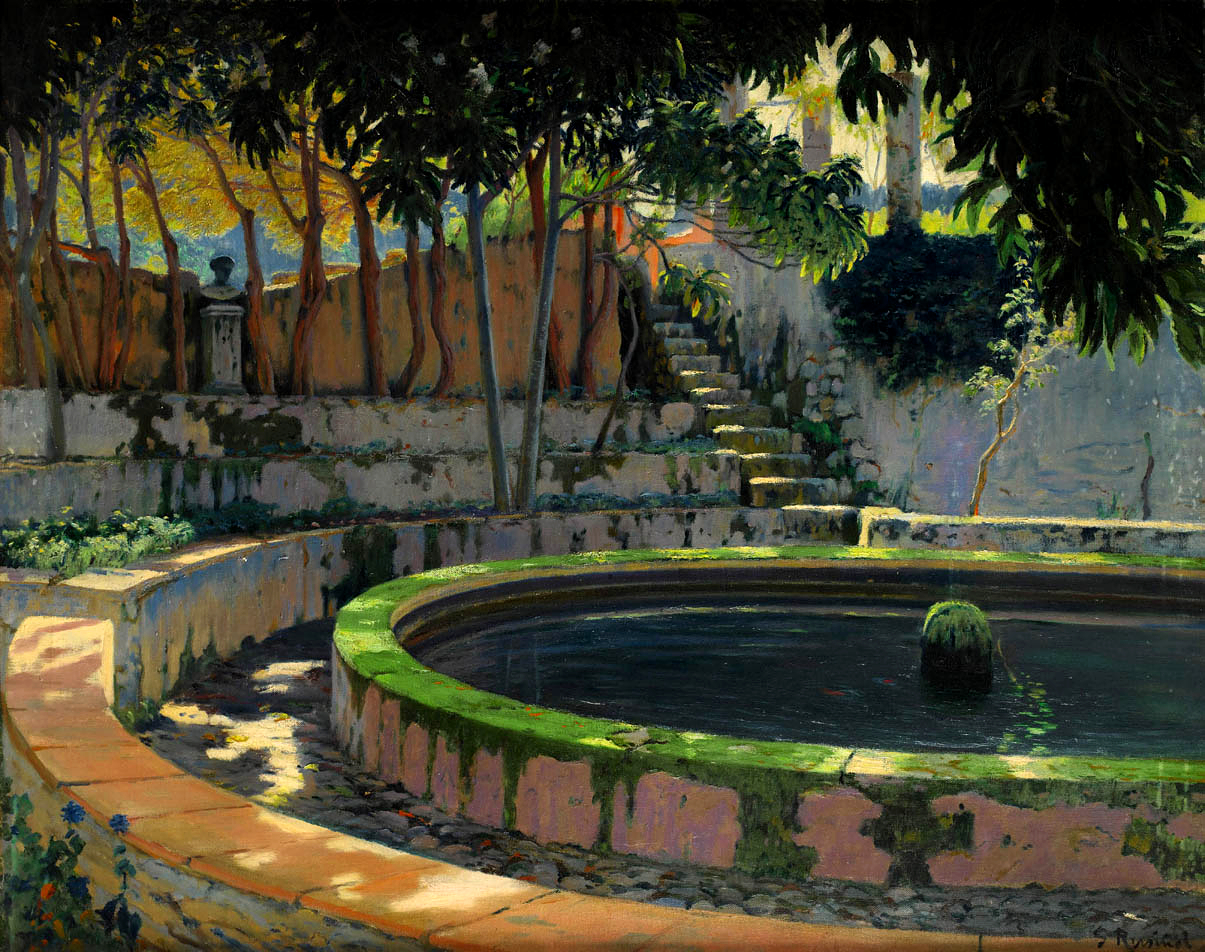
Santiago Rusiñol-Son Moragues

作風は印象派に強い影響を受けている。印象派的な風景画のほかにも、象徴主義的な影響を受けた作品も見られる。絵画は初期には人物画も描いていたが、次第に風景画が主体となった。
絵画以外には詩散文、戯曲など多くの文芸作品を残している。また新聞や雑誌にも記事を提供たことで知られている。
彼の作品はいずれもカタルーニャ語で書かれているが、彼の生きた20世紀初頭はカタルーニャのアイデンティティを確立するムダルニズマ（カタルーニャ文芸復興運動）が高まった時代であった。